# Irpínia
Irpínia és un districte històric-geogràfic del sud d'Itàlia que es correspon amb bona aproximació al territori de l'actual província d'Avellino que, al seu torn, té els seus orígens al giustizierato del Principato Ultra establert al segle xiii pel rei de Sicília (posteriorment rei de Nàpols) Carles I d'Anjou.
El topònim «Irpínia», encara que d'origen modern, fa referència tanmateix al territori ocupat en l'antiguitat pels hirpins (en llatí, hirpini), una tribu samnita i de parla osca establerta al llarg dels Apenins campanians des de l'època preromana.
Coneguda en el seu conjunt com «l'Irpínia verda», la zona té importants valors ambientals i paisatgístics.

## Geografia

### Territori
Irpínia es troba aproximadament al sector centre-oriental de la Campània, tot i que a l'època dels antics hirpins estava íntimament lligada al Sàmnium i a l'època imperial es va agregar a Apulia durant diversos segles. No té (ni ha tingut mai) sortida al mar, presentant un territori essencialment muntanyós. Els seus límits naturals estan constituïts pels Monts de la Daunia al nord-est (més enllà de les quals s'estén el Tavoliere delle Puglie), pel Mont Vulture al sud-est (un volcà extingit situat a la frontera amb Lucània) i pels monts Picentini-Parternion al sud-oest (més enllà de les quals s'obren les planes i costes de la Campània), mentre que la vora nord-oest està marcada per un complex sistema fluvial (format pel riu Calore i nombrosos afluents) centrat a Benevent i compartit amb el Sàmnium pròpiament dit.
El territori sembla un altiplà molt irregular, gravat per valls i puntejat per relleus, entre els quals serpentegen nombrosos rius i rieres.

### Hidrografia
El principal curs d'aigua és l'esmentat riu Calore que, partint de les seves fonts (situades al Colle Finestra del mont Accellica), travessa el territori transversalment en direcció sud-nord durant diverses desenes de quilòmetres. L'Ofanto neix entre Nusco i Torella dei Lombardi i discorre per un llarg tram de la part sud-est d'Irpínia, primer en direcció oest-est i després es desvia cap al nord prop de la confluència amb l'Atella a causa de la barrera constituïda pel Vulture. El Sele neix a Caposele, al mont Paflagone, contrafort del Cervialto, i després desemboca a la plana homònima de Salern.

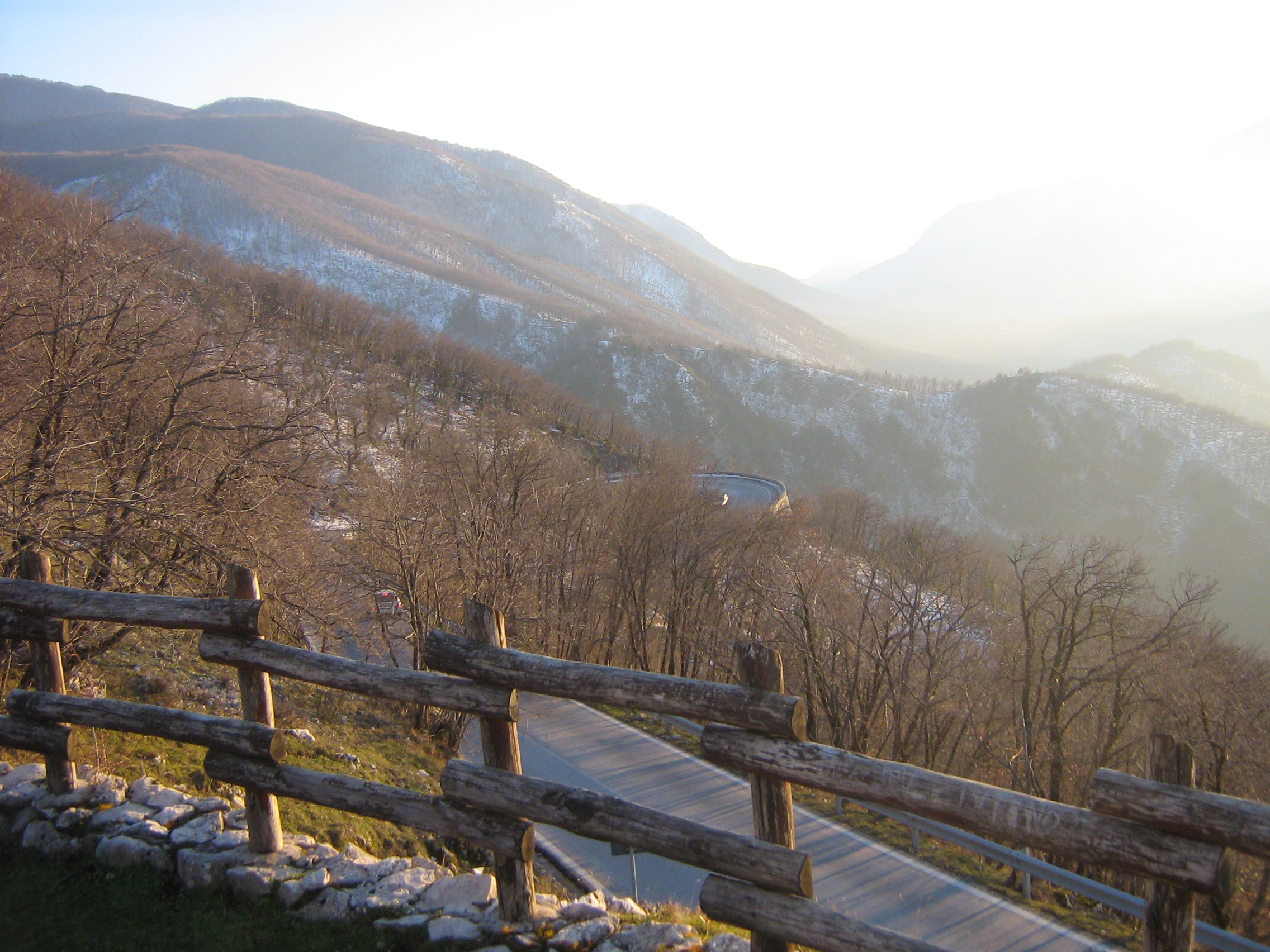
Muntanyes de la zona de Bagnoli Irpino
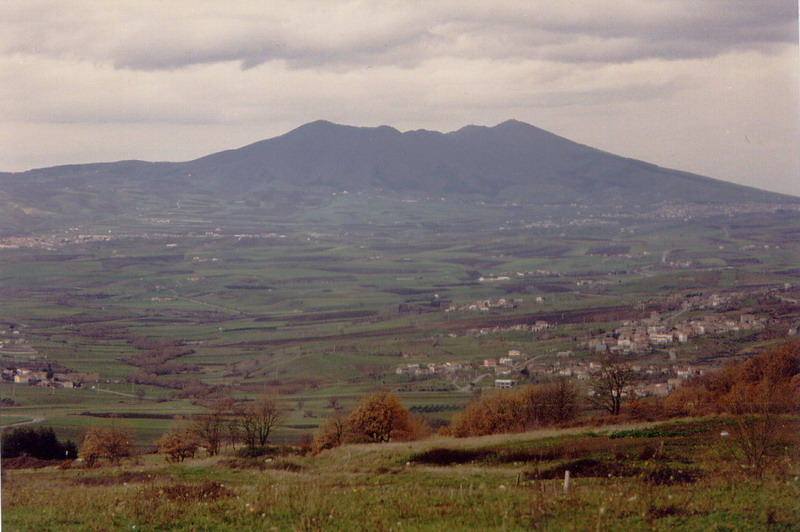
Vista del Mont Vulture
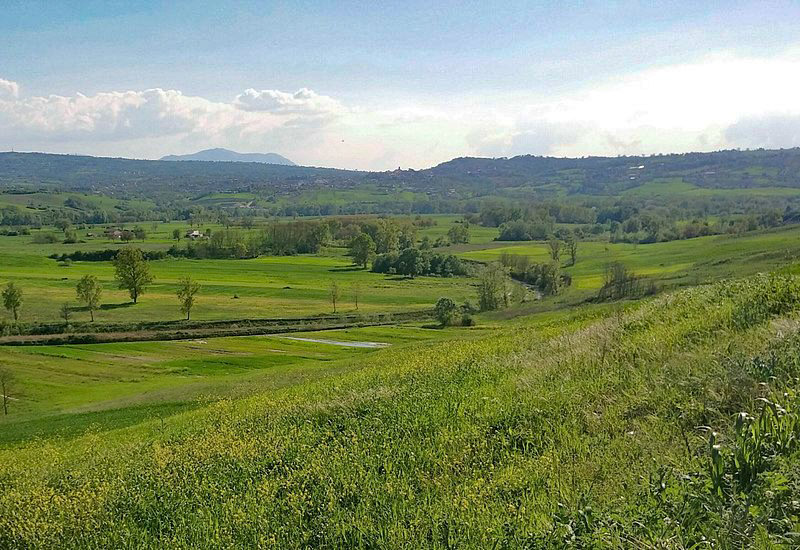
L'ampls vall del l'Ufita prop d'Ariano Irpino

Altres cursos importants són Sabato i Ufita (ambdós afluents del Calore) que sorgeixen respectivament dels monts Accellica i Formicoso i flueixen dins de vastes valls; especialment destaca la vall de l'Ufita, antigament ocupada per un llac. El riu Miscano (afluent de l'Ufita) que neix als Monts de la Daunia i discorre per la vall homònima rica en eminències arqueològiques i coneguda per les típiques bombolles de la Malvizza (petits volcans de fang d'origen no volcànic);. El Cervaro, riu que travessa el nord-est de l'Irpínia durant unes desenes de quilòmetres en el seu curs superior i després baixa al Tavoliere delle Puglie després d'haver creuat la vall boscosa i de vegades inaccessible del mateix nom. El Calaggio, que des de les seves fonts, al camp de Vallata, travessa l'Irpínia oriental per una curta distància abans de penetrar al seu torn al Tavoliere delle Puglie. Els rius i rieres testimonien l'abundància de recursos hídrics a la zona, que s'aprofiten per «apagar la set» de les comarques del voltant mitjançant obres de canalització. És el cas, de fet, de les fonts del Sele i de l'embassament del Conza, utilitzades en part per l'aqüeducte de la Pulla, o del «canal del Serino» ja utilitzat en època romana per portar aigua a la plana de la Campània.

### Orografia i geologia
Els cims més impressionants s'alcen a la zona sud-oest. És aquí, de fet, on s'aixequen els monts Cervialto (el cim del qual es troba al terme municipal de Calabritto) i Terminio (entre Serino i Volturara Irpina), massissos d'origen càrstic respectivament de 1.809 i 1.806 msnm.
A l'Irpínia central, en canvi, les muntanyes són relativament més baixes, mentre que les zones del fons de la vall estan sovint cobertes per dipòsits piroclàstics (especialment la pedra tosca de l'Avellino, destacada pel seu gruix). Els fenòmens volcànics secundaris també són evidents a la vall d'Ansanto, considerada pels antics hirpins com un lloc sagrat dedicat a la deessa Mefitis. A prop, a Villamaina, hi ha una font termal. D'altra banda, la difusió de les fonts d'aigua sulfurosa és molt més àmplia.
Finalment, al sector nord-est, la conformació orogràfica és decididament argilo-gres (tot i que la matriu és en tot cas calcària), per tant els relleus assoleixen cotes inferiors; malgrat això, els nuclis habitats s'eleven de mitjana a més altituds. Aquest territori també està travessat pels Apenins, que s'estenen des de la Sella di Ariano cap al nord (prop d'Ariano Irpino, el municipi de muntanya més poblat de la regió), passant pels relleus de la Baronia de Vico (on hi ha Trevico, el nucli habitat més alt de la regió situat a 1.090 msnm) i l'altiplà Formicoso (amb una altitud mitjana d'uns 800 msnm), fins a la Sella di Conza, al sud.

### Sismologia
Irpinia és una zona sísmica important. L'Institut Nacional de Geofísica i Vulcanologia (INGV) té una seu pròpia a Grottaminarda, a la vall de l'Ufita, amb un centre annex de Sismologia i Enginyeria Sísmica. El centre, a través d'una sala de vigilància sísmica, col·labora en el desenvolupament d'una xarxa sísmica nacional que permet la localització automàtica immediata dels esdeveniments sísmics que es produeixen dins del territori italià.

## Història
Les restes humanes més antigues de la zona es remunten al Paleolític i fan referència a grups esporàdics de caçadors-recol·lectors, mentre que els primers pobles agropastorals van sorgir al Neolític en correlació amb l'afluència de gent de la zona adriàtica. A partir del segle xii-x aC els primers pobles de llinatge indoeuropeu van començar a arribar per successives onades d'immigració.
Tanmateix, només va ser entre els segles vi i iv aC. que una tribu samnita de parla osca, els hirpins (procedents de territoris més del nord) van ocupar progressivament tota la zona. El seu nom deriva de la paraula «llop» (hirpus en llengua osca), potser escollit com a animal totèmic. En tot cas, els hirpins (almenys fins al final de les guerres samnites), no van ser mai esmentats ja que formaven part integrant de la Lliga samnita; van aparèixer per primera vegada amb nom propi només en el moment de l'expedició pírrica, l'any 280 aC.
Els centres d'Irpinia més importants eren (de nord a sud): Vescellium (que s'ubicaria potser als Monts de la Daunia, a la frontera amb Pulla), Aequum Tuticum (Sant'Eleuterio d'Ariano Irpino), Maleventum (Benevento, colonitzat pels romans des del 268 aC), Trivicum (Civita Superiore de San Sossio Baronia), Aeculanum (Pas de Mirabella), Aquilonia (Lacedònia), Abel·línum (prop de l'actual Atripalda, al riu Sabato), Fratuolum (potser Calitri), i Compsa (l'antiga Conza).

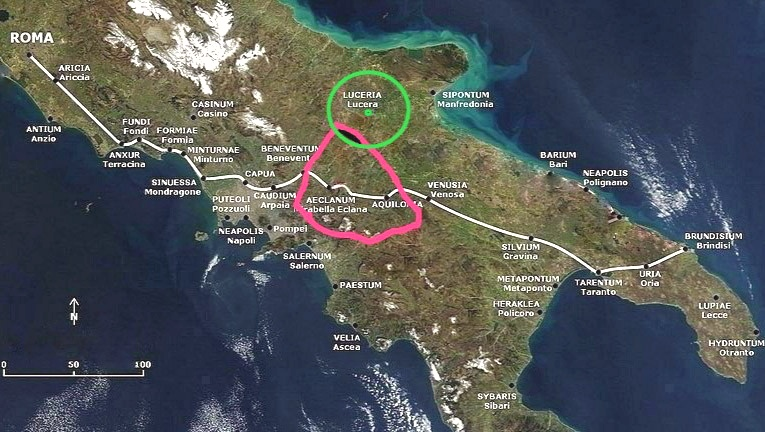
En vermell la probable frontera del territori dels hirpins en l'època d'Hanníbal. En blanc l'antiga Via Àpia, l'únic camí que creuava l'Irpínia en aquella època
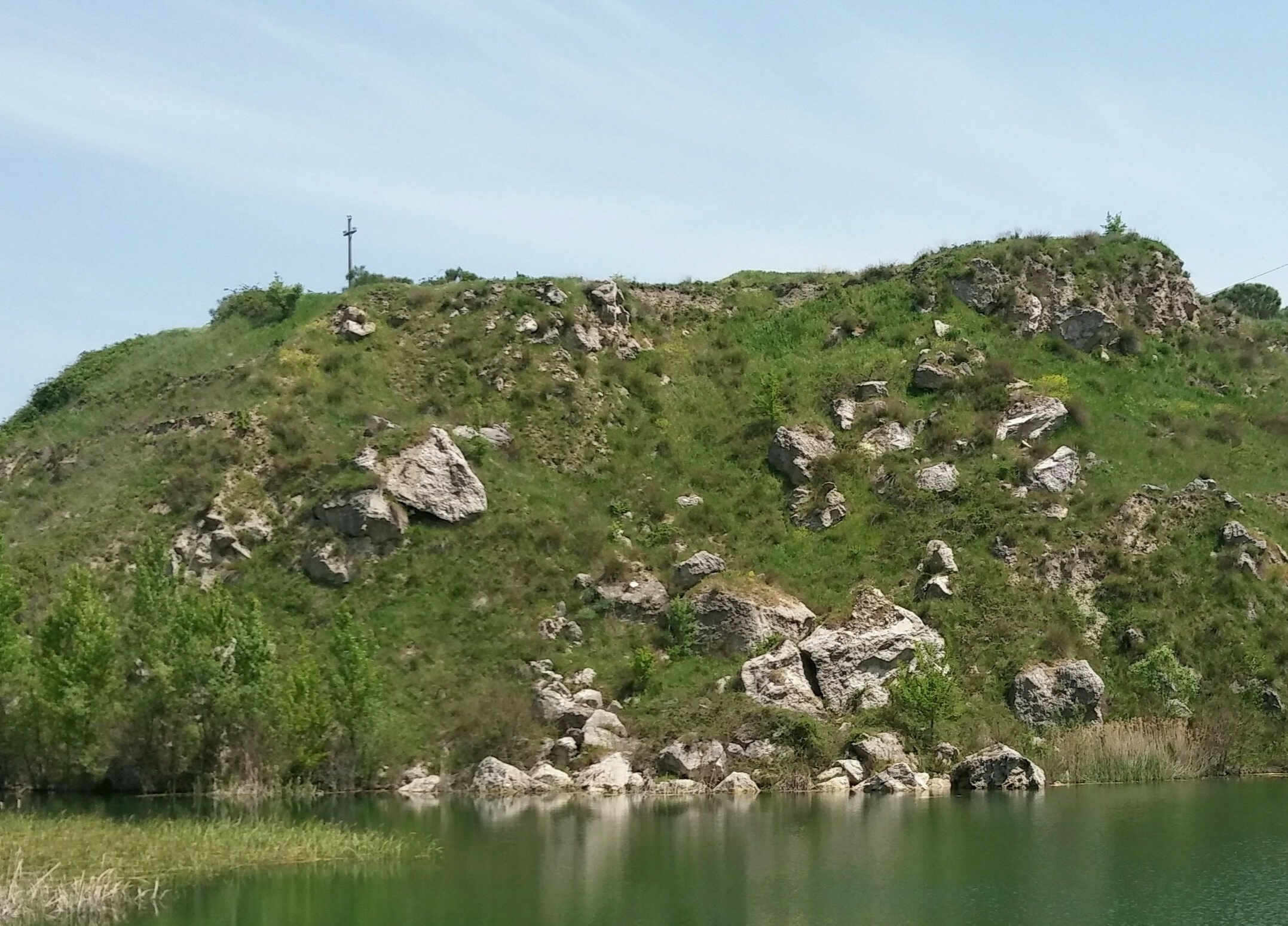
El cingle i font de La Starza, a la vall del Miscano, on es troben les restes de l'assentament més antic d'Irpínia
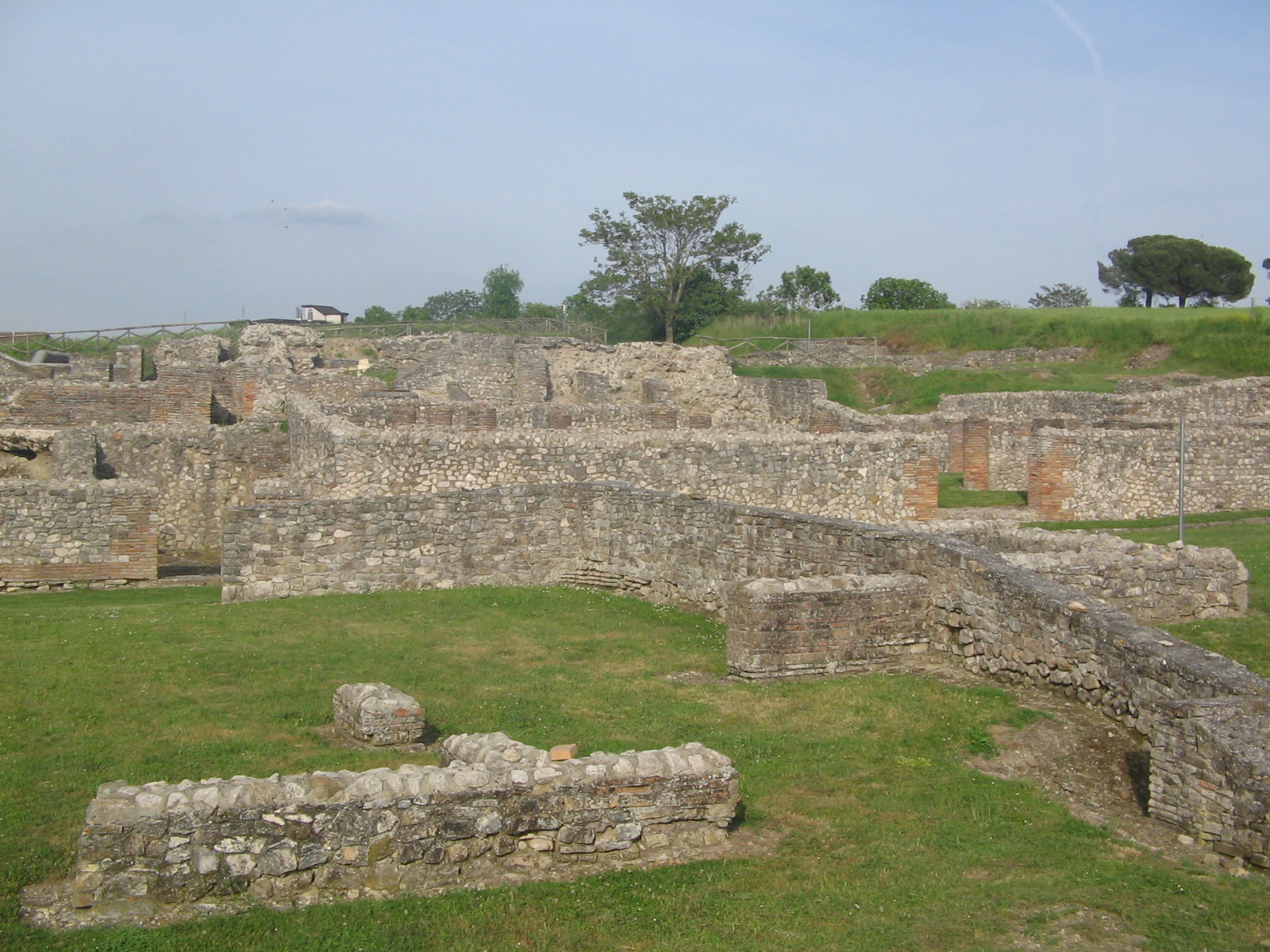
Ruïnes del poble Aeclanum

Fruit de les investigacions arqueològiques, també han sorgit altres assentaments, però els noms dels quals es desconeixen; es van localitzar a Monte Rovitello (prop de Greci), a Casalbore (on es troben les restes d'un temple itàlic, l'únic que es conserva a tota Irpínia), a Monte Castello (Savignano Irpino), a La Pezza (prop de Melito Irpino), a Castel Baronia, a Carife (les troballes trobades al jaciment arqueològic local són molt conspicus), a Bisaccia, a Morra De Sanctis, a Oppido Vetere (prop de Lioni), a Castelnuovo di Conza (a la frontera amb Lucània).
Des de l'època de les guerres púniques, els hirpins es van mostrar molt hostils als romans, però al final de la guerra social (segle i aC) es van veure obligats a sotmetre's definitivament, perdent així a poc a poc la seva cultura i la seva llengua però obtenint la tant desitjada ciutadania romana.
Nombroses vies romanes travessen la zona d'Irpínia. La més antiga era la Via Àpia, seguida de la Via Emília, la Via Trajana, la Via Aurèlia i finalment la Via Hercúlia. A l'època imperial, Irpínia va ser separada del Sàmnium (que constituïa la Regio IV Samnium) i primer agregada a la Regio II Apulia et Calabria (és a dir, Pulla) per l'emperador August, i després va passar en gran part a la Campània després de la reforma administrativa empresa per Hadrià. Tanmateix, el sector oriental va romandre vinculat a la província d'Apulia et Calàbria (succesora de la Regio II) durant uns quants segles més.
A l'època medieval, els territoris d'Irpínia van estar sotmesos al Ducat de Benevent a partir del segle vi, però més tard el Principat de Salern va aconseguir apropiar-se'n primer en part (sectors meridionals, segle ix) i després totalment (després de la conquesta normanda del segle xi). No obstant això, les mateixes terres, a partir de la dinastia de la Casa d'Anjou-Sicília (segle xiii), també es van separar de Salern per constituir un giustizierato separat (anomenat Principato Ultra o Principato Ulteriore) dins del nounat Regne de Nàpols.
A partir del segle xv, el Principato Ultra fou elevat a província i, a partir de finals del segle següent, la seva seu s'establí definitivament a Montefusco. A partir de 1806, Avellino esdevingué la capital provincial. Després de la unificació d'Itàlia es va abandonar el nom de «Principato Ultra», però es va mantenir l'escut; els límits provincials es van modificar, però, repetidament al llarg dels segles.
El 1942, el papa Pius XII va nomenar Guglielmo da Vercelli, fundador del monestir de Montevergine, patró d'Irpínia.

## Llengües i dialectes

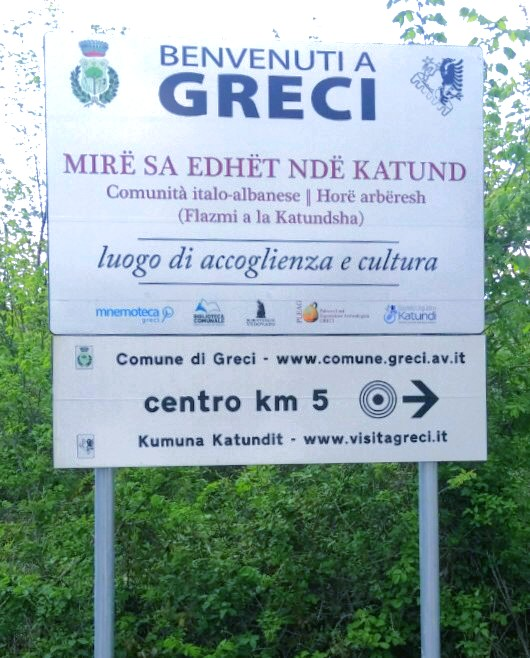
Senyalització bilingüe en Greci, illa lingüística arbëreshë

La llengua osca, és a dir, la llengua indoeuropea parlada pels antics hirpins i altres poblacions samnites i pertanyent al grup de les llengües oscoumbres, es va extingir arran de la colonització romana; les darreres atestacions escrites es remunten al segle i aC.
A l'Irpínia moderna, en canvi, es parla la llengua italiana i els diversos dialectes irpins, aquests últims derivats de la superposició de la llengua llatina al substrat osc i pertanyent al grup dels dialectes del sud d'Itàlia. A les bandes territorials perifèriques, les vernacles locals encara pateixen influències diverses; per exemple, a la ciutat d'Ariano Irpino (a la frontera amb Pulla) s'utilitza un dialecte de transició amb caràcters peculiars, el dialecte arianès.
Un nou idioma diferent, el francoprovençal que va penetrar seguint els Anjou o els valdesos, encara es parla a l'alt Valmaggiore (una zona situada entre Irpínia i Daunia) també va ser utilitzat per algunes altres comunitats veïnes del nord-est d'Irpínia, on queden restes de la seva difusió.
En canvi, en Greci és la única zona d'Irpínia on es parla l'arbëreshë, una antiga llengua albanesa. A més de la llengua, moltes tradicions (però no el ritu bizantí) s'han mantingut intactes al llarg del temps a Greci. L'assentament dels arbëreshë es remunta al segle xv, però el topònim «Greci» té orígens més antics (es té testimoniatge des del segle xi) i és més aviat atribuïble als romans d'Orient que van ocupar aquest territori al segle ix-x. En la llengua del Greci, arbëreshë s'anomena katundi, literalment «el poble», «el país».
Antigament havien altres illes lingüístiques; eren les dels schiavoni, una ètnia de llinatge eslau establerta antigament a Polcarino degli Schiavoni (la moderna Villanova del Battista), a Montemalo (l'actual Sant'Arcangelo Trimonte) i a la Ginestra degli Schiavoni, extingides després de la gran devastació causada per l'epidèmia de pesta de 1656.

## Productes típics
De particular importància és la producció de vi. Entre els més valuosos es troben el Greco di Tufo DOCG, el Taurasi DOCG, el Fiano di Avellino i l'Aglianico. Entre els productes IGP hi ha la castanya de Montella, mentre que l'oli Irpínia-Colline dell'Ufita, que es caracteritza pels seus colors intensos i sabor afruitat amb notes de tomàquet, ostenta la marca DOP. Altres productes típics són el formarge caciocchiato Irpino, la castanya de Trevico (sobretot en forma de castanyes rostides), el pa de Calitri, el pa de Montecalvo, la patata de Trevico, el formatges pecorino bagnolese i pecorino de Carmasciano, els pernils de Trevico i de Venticano i la tòfona negra de Bagnoli Irpino, totes reconegudes com a productes agroalimentaris tradicionals (PAT).
A les comunitats de Pietradefusi (en particular a la frazione de Dentecane), Grottaminarda i Ospedaletto d'Alpinolo hi ha fàbriques per a la producció de torró; també és molt important la producció d'avellanes. Pel que fa a la pasta, el consum de fusilli d'Avellino és molt estès; exclusius de la Baronia són els trilli, un tipus particular de pasta casolana que ostenta la marca PAT.
L'artesania sempre ha tingut un paper important en l'economia local, però després del terratrèmol de 1980 també han sorgit nombroses zones industrials.

## Turisme

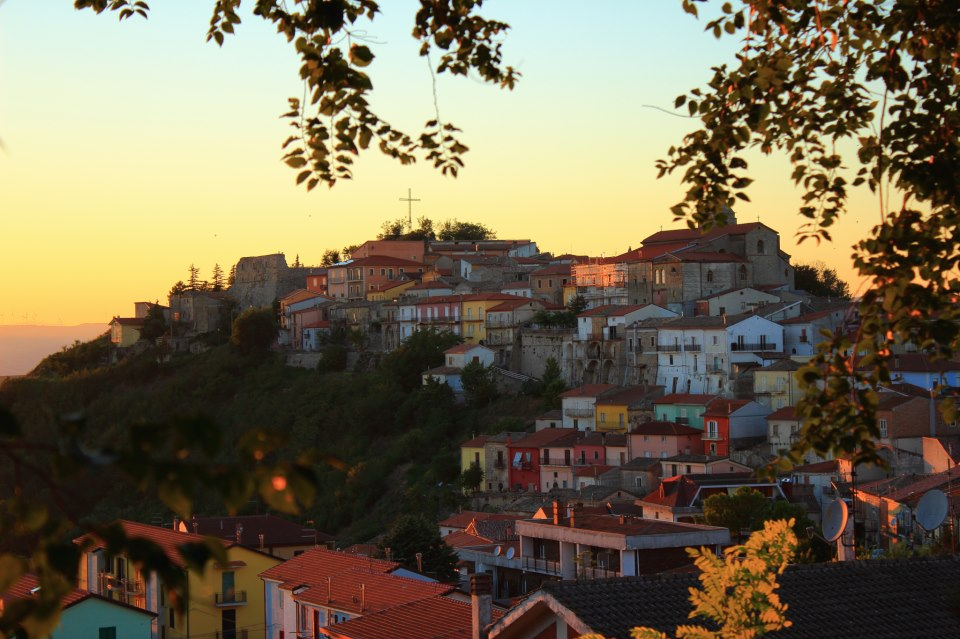
Vista de Savignano Irpino, un dels pobles més bonics d'Itàlia

Els principals atractius turístics són l'estació d'esquí de Laceno amb el llac del mateix nom, el Mont Terminio així com alguns pobles que formen part de l'associació dels pobles més bonics d'Itàlia (com Monteverde, Nusco, Savignano Irpino i Zungoli).
Entre les estructures arquitectòniques destaca el castell d'Ariano Irpino, la seu de la ciutat del primer comtat normand del sud d'Itàlia on es van convocar les històriques Assise di Ariano. També cal destacar el castell aragonès de Monteverde, seu del 1532 al 1641 del senyoriu dels prínceps Grimaldi del principat de Mònaco. A més, el centre històric de Gesualdo té una importància especial amb el castell que va ser la residència del «príncep dels músics» Carlo Gesualdo. També són importants el Borgo Castello de Calitri, així com el castell de San Barbato, un fort construït en l'època llombarda l'any 849.
Les destinacions religioses inclouen el santuari de Montevergine al territori de Mercogliano, el santuari de San Gerardo Maiella a Caposele, els dos santuaris medievals de San Liberatore i de la Madonna di Valleluogo prop d'Ariano Irpino, el santuari de Carpignano de Grottaminarda, i el santuari de Nostra Senyora del Bon Consell a Frigento. Les catedrals d'Ariano Irpino, d'Avellino i Sant'Angelo dei Lombardi també destaquen per la seva grandesa i per les obres d'art que s'hi guarden.
Els museus més importants són el Museu Irpino i el Museu d'art Avellino, el Museu de la civilització normanda i el Museu arqueològic d'Ariano Irpino, a més de dos museus de ceràmica: a Calitri i a Ariano Irpino.